# Вихлянська сільська рада
Вихлянська сільська рада — колишня адміністративно-територіальна одиниця та орган місцевого самоврядування в Потіївському, Черняхівському, Малинському і Радомишльському районах Київської та Житомирської областей УРСР з адміністративним центром у селі Вихля.

## Населені пункти
Сільській раді на момент ліквідації були підпорядковані населені пункти:
- с. Вихля
- с. Клен
- с. Мирне
- с. Нова Мар'янівка
- с. Стара Буда

## Історія та адміністративний устрій
Створена 10 березня 1933 року, відповідно до постанови президії Київського облвиконкому «Про утворення на терені Потіївського району національної польської Гуто-Потіївської сільради та одної української Вихлянської сільради», в складі с. Вихля Гуто-Потіївської сільської ради, сіл Нова Мар'янівка, Осівка, хутора Марильчинка (Марильчино) Жадьківської сільської ради, с. Росівка Салівської сільської ради, х. Марильчина (Марильчин) Старобудської сільської ради Потіївського району Київської області. На 1 жовтня 1941 року х. Марильчина не перебуває на обліку населених пунктів.
Станом на 1 вересня 1946 року сільрада входила до складу Потіївського району Житомирської області, на обліку в раді перебували села Вихля, Нова Мар'янівка, Осівка та Росівка.
11 серпня 1954 року, відповідно до указу Президії Верховної ради УРСР «Про укрупнення сільських рад по Житомирській області», до складу ради було приєднано села Городище, Клен та Стара Буда ліквідованої Старобудської сільської ради Потіївського району. 2 вересня 1954 року, відповідно до рішення Житомирського облвиконкому «Про перечислення населених пунктів в межах районів Житомирської області», до складу ради включено с. Нові Сали (Салівське) Селецької сільської ради Потіївського району. 21 січня 1959 року, відповідно до рішення Житомирського облвиконкому «Про виконання Указу Президії Верховної Ради Української РСР від 21 січня 1959 року про ліквідацію Базарського і Потіївського районів Житомирської області», сільську раду передано до складу Радомишльського району. 20 березня 1959 року, відповідно до рішення Житомирського облвиконкому «Про зміну адміністративно-територіального поділу окремих районів області», села Нові Сали, Осівка та Росівка передані до складу Селецької сільської ради Черняхівського району. 30 грудня 1962 року, внаслідок ліквідації Радомишльського району, сільська рада увійшла до складу Черняхівського району. 8 квітня 1963 року, відповідно до рішення Житомирського ОВК «Про зміни в адміністративно-територіальному поділі деяких районів області», раду було передано до складу Малинського району.
4 січня 1965 року, відповідно до указу Президії Верховної ради УРСР «Про внесення змін в адміністративне районування Української РСР», сільська рада увійшла до складу відновленого Радомишльського району Житомирської області.
Станом на 1 січня 1972 року сільська рада входила до складу Радомишльського району Житомирської області, на обліку в раді перебували села Вихля, Клен, Мирне, Нова Мар'янівка та Стара Буда.
26 листопада 1977 року, відповідно до рішення Житомирського ОВК «Про перенесення центрів та перейменування деяких сільрад районів області», адміністративний центр перенесено до с. Стара Буда з відновленням Старобудської сільської ради Радомишльського району.